# Suru (Dawar Blandong)
Suru is een bestuurslaag in het regentschap Mojokerto van de provincie Oost-Java, Indonesië. Suru telt 2047 inwoners (volkstelling 2010).